# توني وودز (كرة سلة)
توني وودز (بالإنجليزية: Tony Woods)‏ مواليد 24 يناير 1990 في روما، هو لاعب كرة سلة أمريكي. بدأ مسيرته الاحترافية في سنة 2013. يبلغ طوله 6 قدم 11 بوصة (2.1 م). لعب مع نادي بانيونيس لكرة السلة في الدوري اليوناني لكرة السلة.

## روابط خارجية
- توني وودز على موقع كرة السلة الأوروبية.كوم (الإنجليزية)
- توني وودز على موقع DraftExpress.com (الإنجليزية)
- توني وودز على موقع كلية كرة السلة في سبورتس رفرنس.كوم (الإنجليزية)
- توني وودز على موقع ريلجم (الإنجليزية)
- توني وودز على موقع بروبوليرز (الإنجليزية)
- توني وودز على موقع سبورتس رفرنس (الإنجليزية)